# Obermaßfeld-Grimmenthal
Obermassfeld-Grimmenthal est une commune allemande de l'arrondissement de Schmalkalden-Meiningen, Land de Thuringe.

## Géographie
Obermaßfeld-Grimmenthal se situe dans la vallée de la Werra.

## Histoire
Le village est mentionné pour la première fois en 837 sous le nom de "Mahesfeld".
Grimmenthal est au Moyen Âge un lieu de pèlerinage. En 1498, une chapelle est consacrée. Le pèlerinage disparaît avec la Réforme vers 1536.
À Grimmenthal, a lieu en 1627 une chasse aux sorcières : la veuve Barbara Urff est accusée lors d'un procès et décapitée. Tandis qu'à Obermaßfeld, il y en eut cinq entre 1602 et 1658.

## Infrastructures
Grimmenthal se trouve sur la ligne d'Eisenach à Lichtenfels et sur la ligne de Neudietendorf à Ritschenhausen. La gare est notamment desservie par le Mainfranken-Thüringen-Express.

## Source de la traduction
- (de) Cet article est partiellement ou en totalité issu de l’article de Wikipédia en allemand intitulé « Obermaßfeld-Grimmenthal » (voir la liste des auteurs).